# Old Time's Sake
Old Time's Sake é um single do rapper Eminem, lançado em 2009 no seu álbum Relapse. É o quarto single do disco e tem a participação especial de Dr. Dre, que também produziu a canção.

## Paradas musicais
| Chart (2009)                                      | Melhor posição |
| ------------------------------------------------- | -------------- |
| Australian Singles Chart                          | 76             |
| Canadian Hot 100                                  | 14             |
| Irish Singles Chart                               | 49             |
| UK Singles Chart                                  | 61             |
| U.S. Billboard Hot 100                            | 25             |
| U.S. Billboard Bubbling Under R&B/Hip-Hop Singles | 15             |
| U.S. Billboard Pop 100                            | 31             |